# Quinto Elio Peto (console 167 a.C.)
Quinto Elio Peto (in latino Quintus Aelius Paetus; fl. II secolo a.C.) è stato un politico romano.

## Biografia
Probabilmente era figlio del console del 201 a.C.; fu nominato augure nel 174 a.C. al posto del padre. Fu eletto console nel 167 a.C. con Marco Giunio Penno. Quinto ottenne la Gallia come provincia, mentre il suo collega ottenne Pisa, ma entrambi i consoli non compirono nessuna campagna importante e tornarono a Roma dopo aver devastato il territorio dei Liguri.
Sia Valerio Massimo che Plinio il vecchio riferiscono di un episodio che lo vede protagonista: durante il suo consolato gli Etoli gli inviarono come regalo degli splendidi piatti in argento, perché avevano visto che era solito mangiare in poveri piatti di terracotta, ma Quinto rifiutò i regali. Per la precisione da Valerio viene chiamato Quintus Aelius Tubero, mentre Plinio lo menziona come Catus Aelius; inoltre, erroneamente, Plinio dice che era il cognato di Lucio Emilio Paolo Macedonico, il conquistatore della Macedonia.